# 2 Years On
2 Years On è il sesto album dei Bee Gees, pubblicato nel 1970 dalla Polydor Records.

## Il disco
L'album raggiunse la posizione 32 delle classifiche statunitensi, vendendo 300 000 copie nel mondo. L'album segna il ritorno all'interno del gruppo di Robin Gibb, dopo che lo stesso abbandonò il gruppo dopo la pubblicazione dell'album Odessa.

## Tracce
1. 2 Years on - 3:57 (Robin Gibb, Maurice Gibb)
2. Portrait of Louise - 2:35 (Barry Gibb)
3. Man for all Seasons - 2:59 (B. Gibb, R. Gibb, M.Gibb)
4. Sincere Relation - 2:46 (R. Gibb, M. Gibb)
5. Back Home - 1:52 (B. Gibb, R. Gibb, M. Gibb)
6. The First Mistake i Made - 4:03 (B. Gibb)
7. Lonely Days - 3:45 (B. Gibb, R. Gibb, M. Gibb)
8. Alone Again - 3:00 (R. Gibb)
9. Tell Me Why - 3:13
10. Lay it on Me - 2:07 (M. Gibb)
11. Every Second, Every Minute - 3:01 (B. Gibb)
12. I'm Weeping - 2:45 (R. Gibb)